# Гелена Пфальц-Зіммернська
Гелена Пфальц-Зіммернська (нім. Helena von Pfalz-Simmern); 13 червня 1532 — 5 лютого 1579) — пфальцграфиня Зіммернська з династії Віттельсбахів, донька пфальцграфа Зіммерну Йоганна II та маркграфині Баденської Беатріси, дружина графа Ганау-Мюнценбергу Філіпа III.

## Біографія
Народилася 13 червня 1532 року. Була 12-ю дитиною та дев'ятою донькою в родині пфальцграфа Зіммерну Йоганна II та його першої дружини Беатріси Баденської. Найстаршим її братом був Фрідріх — майбутній курфюрст Пфальцу.
Втратила матір у віці 2 років. Батько одружився вдруге вже після шлюбу самої Гелени.
У віці 19 років пфальцграфиня стала дружиною графа Ганау-Мюнценбергу Філіпа III. Весілля відбулося перед 25-м Днем народження нареченого, 22 листопада 1551 у Гайдельберзі. У шлюбі народила п'ятеро дітей.
Під час правління Філіпа йшла перебудова та укріплення міського замку Ганау. Він помер після шестимісячної хвороби в листопаді 1561 року.
Гелена після ранньої смерті чоловіка порушила в Імперському суді справу про встановлення опіки над їхнім старшим сином, який був ще неповнолітнім. Сама опікункою призначена не була. Натомість до регентської ріди увійшли граф Ганау-Ліхтенбергу Філіп IV, граф Нассау-Ділленбургу Йоганн VI та курфюрст Пфальцу Фрідріх III.
Гелена надалі мешкала у своїй удовиній резиденції — замку Штайнау. Згодом проживала в замку Шварценфельс, де й пішла з життя 5 лютого 1579. Була похована поруч із чоловіком у Марієнкірхе в Ганау.

## Родина
Чоловік —  Філіп III
Діти:
- Філіп Людвіг (1553—1580) — наступний граф Ганау-Мюнценбергу у 1561—1580 роках, був одружений із графинею Магдаленою Вальдекською, мав четверо дітей;
- Доротея (1556—1638) — була двічі одружена, мала шестеро дітей від обох шлюбів;
- Вільгельм Райнгард (1557—1558) — прожив 5 місяців;
- Йоганн Філіп (1559—1560) — прожив 5 місяців;
- Марія (1562—1605) — одружена не була, дітей не мала.